# Alçament de 1855
L'alçament de 1855 fou un conflicte bèl·lic carlista que va tenir lloc fonamentalment a Catalunya entre juny de 1855 i intervinguts de 1856 com a seqüela de la Segona guerra carlina.

## Origen i antecedents
La inseguretat que va produir a la cort la Revolució de 1854 —coneguda com la Vicalvarada— la va portar a intentar noves negociacions per a la reconciliació de les dues branques de la família real, a fi d'oposar-se junts als revolucionaris, enemic comú d'ambdues branques de la dinastia. A aquesta fi es va comissionar a Eugenio de Ochoa perquè s'entrevistés amb Antonio Arjona, representant del pretendent Carles Lluís de Borbó. L'entrevista va tenir lloc el 10 de febrer de 1855, verificant-se després diverses reunions a palau, amb assistència de Francisco d'Assís, convenint-se les següents bases:
- 1.ª Isabel II i Francisco d'Assís conservarien els honors de reis;
- 2.ª El comte de Montemolín governaria amb el nom de Carles VI;
- 3.ª La princesa Isabel (filla primogènita dels reis) es casaria amb el primogènit de Montemolín, i si aquest no tingués fill home, amb el primogènit de l'infant Juan; en tots dos casos els futurs esposos es titularien segons Reis Catòlics i tindrien iguals drets;
- 4.ª Carles VI abdicaria la corona quan el presumpte hereu tingués vint-i-dos anys;
- 5.ª Es confirmaria en les seves ocupacions i honors als quals havien militat en ambdues branques de la real família, i
- 6.ª Una vegada realitzada la concòrdia es convocarien Corts, per a la regulació definitiva de la successió a la Corona.[2]

El comte de Montemolín es va mostrar conforme en l'essencial amb aquestes bases, i entre ell i Francisco d'Assís van intervenir cartes en què tots dos feien gala de noblesa i desinterès en honor de la reconciliació de la família, de la consolidació de la dinastia i de la salvació i prosperitat d'Espanya.
El 10 de març de 1855 va morir Carles Maria Isidre de Borbó, essent enterrat en Trieste (Itàlia), i amb tal motiu es van reunir el comte de Montemolín, els infants Joan i Sebastià, Enric de Borbó (comte de Chambord) i altres personatges, tractar la qüestió de la conciliació. El més difícil era implantar-la en la pràctica, ja que es creia fonamentalment que s'oposarien els liberals progressistes i conservadors.
Va haver-hi en aquells dies un projecte de diversos moderats per destronar a Isabel II i proclamar en Carles, però aquest es va negar a tal cosa mentre no s'hagués realitzat la concòrdia de les dues branques familiars. Les negociacions van sofrir una interrupció atribuint-la Arjona a la intervenció d'Ochoa, que procurava servir els interessos de Maria Cristina, adversa als carlistes; però en realitat perquè l'acord seria inútil si no hagués de produir resultat en la pràctica i no es comptés amb forces per imposar-ho al país.

## El conflicte
Els carlistes van realitzar grans treballs per produir un alçament, que van fixar per al mes de juny. No obstant això, alguns es van llançar al camp abans d'hora, apareixent partides carlistes en Sòria, Àlaba, Burgos i altres províncies, que van anar fàcilment reduïdes pel capità general de Burgos, Ignacio Gurrea, que va prendre i va afusellar a diversos caps de les mateixes, com a Corrals, Puelles i Hernando. A Navarra es van aixecar Iribarren i el rector Galà, sent ràpid batuts, refugiant-se a França. En general, l'alçament va mancar de simultaneïtat i de concert, avortant molts preparatius.
Com a la Segona guerra carlina, on va tenir més importància va ser a Catalunya, en la qual van entrar Marcel·lí Gonfaus, Josep Borges, Rafael Tristany, Josep Estartús entre d'altres, aixecant-se partides nombroses, com les de Boquica, Comes i Juvany. Marsal va ser investit del càrrec de comandant general interí i Tristany —a qui acompanyaven els seus germans— del de comandant general de la província de Barcelona. El primer va caure ferit i presoner a Orriols, essent afusellat a Girona el 8 de novembre de 1855.
Tristany, al capdavant d'uns 200 homes, va aconseguir sostenir-se un any, havent de tornar a emigrar. El ja mariscal José Borges va vèncer i va fer presoner al coronel López Clars en l'acció de Comiols, va ser vençut l'endemà en Siurana i es va batre en Gósol i Mas del Puig. No obstant, els carlistes no van obtenir resultats pel poc suport del país i la persecució activa que va realitzar d'ells amb la seva columna el general Bassols, així com les del brigadier Ríos i del coronel Rei, que els va obligar a dispersar-se. Posteriorment en Carles de Borbó va ordenar la retirada a França, quan va veure que resultaven inútils els seus esforços, de manera que a mitjan 1856 la insurrecció havia acabat per complet.